# Luisa Stefani
Luisa Stefani (* 9. August 1997 in São Paulo) ist eine brasilianische Tennisspielerin.

## Karriere
Stefani begann mit zehn Jahren das Tennisspielen, ihr bevorzugter Belag ist Sand. Sie spielt hauptsächlich auf der ITF Women’s World Tennis Tour, wo sie bislang 12 Titel im Doppel gewann.
Ihr erstes Profiturnier bestritt sie im April 2013 in ihrer Heimatstadt São Paulo, wo sie beim mit 10.000 Dollar dotierten ITF-Turnier bis ins Halbfinale gelangte und dort ihrer Landsfrau Roxane Vaisemberg mit 3:6 und 5:7 unterlag.
Auf der WTA Tour trat sie erstmals 2014 an. Für die Qualifikation zu den Rio Open 2014 erhielt sie eine Wildcard, verlor dort aber ihr Auftaktmatch in drei Sätzen gegen Julia Glushko. Bei den Olympischen Jugend-Sommerspielen 2014 erreichte sie mit ihrem Partner Orlando Luz das Viertelfinale im Mixed.
2015 erhielt sie für den Brasil Tennis Cup 2015 in Florianópolis sowohl im Einzel als auch im Doppel mit ihrer Partnerin Carolina M. Alves eine Wildcard. Im Einzel verlor sie gegen Ana Bogdan mit 3:6 und 2:6, im Doppel scheiterten die beiden ebenfalls in der ersten Runde gegen die topgesetzte Paarung Mandy Minella und María Teresa Torró Flor mit 4:6 und 2:6.
Bei den NCAA Division I Tennis Championships 2016 im Mai 2016 erreichte Stefani das Halbfinale im Einzel. Bei der Qualifikation zu den Brasil Tennis Cup 2016 scheiterte sie in ihrem Erstrundenmatch gegen Ljudmyla Kitschenok mit 3:6 und 2:6. Für das Hauptfeld im Doppel erhielt sie wie schon 2015 eine Wildcard mit ihrer Partnerin Carolina M. Alves.
2017 gewann Stefani insgesamt sieben Doppeltitel. Seit 2017 spielt sie in der brasilianischen Fed-Cup-Mannschaft, wo sie bisher alle ihre Spiele gewann (8 Siege).
2021 gewann sie bei den Olympischen Spielen von Tokio Bronze im Doppel zusammen mit Laura Pigossi.

## Turniersiege

### Doppel
| Nr. | Datum              | Turnier                  | Kategorie         | Belag             | Partnerin                | Finalgegnerinnen                                  | Ergebnis           |
| --- | ------------------ | ------------------------ | ----------------- | ----------------- | ------------------------ | ------------------------------------------------- | ------------------ |
| 1.  | 17. September 2016 | Atlanta                  | ITF $50.000       | Hartplatz         | Ingrid Neel              | Alexandra Stevenson Taylor Townsend               | 4:6, 6:4, [10:5]   |
| 2.  | 24. Juni 2017      | Baton Rouge              | ITF $25.000       | Hartplatz         | Ellen Perez              | Francesca Di Lorenzo Julia Elbaba                 | 6:3, 6:4           |
| 3.  | 14. Juli 2017      | Knokke-Heist             | ITF $15.000       | Sand              | Quinn Gleason            | Leonie Küng Axana Mareen                          | 6:4, 7:5           |
| 4.  | 21. Juli 2017      | Brüssel                  | ITF $15.000       | Sand              | Quinn Gleason            | Deborah Kerfs Priscilla Heise                     | 6:3, 6:2           |
| 5.  | 4. August 2017     | El Espinar               | ITF $25.000       | Hartplatz         | Quinn Gleason            | Ayla Aksu Bibiane Schoofs                         | 6:3, 6:2           |
| 6.  | 13. Oktober 2017   | Sevilla                  | ITF $25.000       | Sand              | Renata Zarazúa           | Estrella Cabeza Candela Andrea Gámiz              | 7:62, 7:63         |
| 7.  | 3. November 2017   | St. Cugat                | ITF $25.000       | Sand              | Renata Zarazúa           | Olga Danilović Guiomar Maristany Zuleta de Reales | 6:1, 6:4           |
| 8.  | 1. Dezember 2017   | Castellón                | ITF $15.000       | Sand              | Yvonne Cavalle-Reimers   | Ren Jiaqi Wang Xiyu                               | 6:3, 6:1           |
| 9.  | 16. Juni 2018      | Sumter                   | ITF $25.000       | Hartplatz         | Astra Sharma             | Julia Elbaba Xu Shilin                            | 2:6, 6:3, [10:5]   |
| 10. | 9. November 2018   | Colina                   | ITF $60.000       | Sand              | Quinn Gleason            | Bárbara Gatica Rebeca Pereira                     | 6:0, 4:6, [10:7]   |
| 11. | 19. Januar 2019    | Petit-Bourg (Guadeloupe) | ITF W25           | Hartplatz         | Quinn Gleason            | Vladica Babić Rosalie van der Hoek                | 7:5, 6:4           |
| 12. | 16. März 2019      | São Paulo                | ITF W25           | Sand              | Paula Cristina Gonçalves | Martina Di Giuseppe Thaisa Grana Pedretti         | 6:74, 6:0, [10:8]  |
| 13. | 23. März 2019      | Curitiba                 | ITF W25           | Sand              | Paula Cristina Gonçalves | Ekaterine Gorgodse Daniela Seguel                 | 6:73, 7:60, [10:2] |
| 14. | 23. Juni 2019      | Ilkley                   | ITF W100          | Rasen             | Beatriz Haddad Maia      | Ellen Perez Arina Rodionova                       | 6:4, 6:75, [10:4]  |
| 15. | 28. September 2019 | Taschkent                | WTA International | Hartplatz         | Hayley Carter            | Dalila Jakupović Sabrina Santamaria               | 6:3, 7:64          |
| 16. | 9. November 2019   | Colina                   | ITF W60           | Sand              | Hayley Carter            | Anna Danilina Conny Perrin                        | 5:7, 6:3, [10:6]   |
| 17. | 16. November 2019  | Houston                  | WTA Challenger    | Hartplatz         | Ellen Perez              | Sharon Fichman Ena Shibahara                      | 1:6, 6:4, [10:5]   |
| 18. | 1. Februar 2020    | Newport Beach            | WTA Challenger    | Hartplatz         | Hayley Carter            | Marie Benoît Jessika Ponchet                      | 6:1, 6:3           |
| 19. | 16. August 2020    | Lexington                | WTA International | Hartplatz         | Hayley Carter            | Marie Bouzková Jil Teichmann                      | 6:1, 7:5           |
| 20. | 15. August 2021    | Montreal                 | WTA 1000          | Hartplatz         | Gabriela Dabrowski       | Darija Jurak Andreja Klepač                       | 6:3, 6:4           |
| 21. | 18. September 2022 | Chennai                  | WTA 250           | Hartplatz         | Gabriela Dabrowski       | Anna Blinkowa Natela Dsalamidse                   | 6:1, 6:2           |
| 22. | 23. Oktober 2022   | Guadalajara              | WTA 1000          | Hartplatz         | Storm Sanders            | Anna Danilina Beatriz Haddad Maia                 | 7:64, 6:72, [10:8] |
| 23. | 27. November 2022  | Montevideo               | WTA Challenger    | Sand              | Ingrid Gamarra Martins   | Elixane Lechemia Quinn Gleason                    | 7:5, 6:76, [10:6]  |
| 24. | 13. Januar 2023    | Adelaide                 | WTA 500           | Hartplatz         | Taylor Townsend          | Anastassija Pawljutschenkowa Jelena Rybakina      | 7:5, 7:63          |
| 25. | 12. Februar 2023   | Abu Dhabi                | WTA 500           | Hartplatz         | Zhang Shuai              | Shūko Aoyama Chan Hao-ching                       | 3:6, 6:2, [10:8]   |
| 26. | 25. Juni 2023      | Berlin                   | WTA 500           | Rasen             | Caroline Garcia          | Kateřina Siniaková Markéta Vondroušová            | 4:6, 7:68, [10:4]  |
| 27. | 17. Februar 2024   | Doha                     | WTA 1000          | Hartplatz         | Demi Schuurs             | Caroline Dolehide Desirae Krawczyk                | 6:4, 6:2           |
| 28. | 2. Februar 2025    | Linz                     | WTA 500           | Hartplatz (Halle) | Tímea Babos              | Ljudmyla Kitschenok Nadija Kitschenok             | 3:6, 7:5, [10:4]   |
| 29. | 24. Mai 2025       | Straßburg                | WTA 500           | Sand              | Tímea Babos              | Guo Hanyu Nicole Melichar-Martinez                | 6:3, 6:74, [10:7]  |

### Mixed

#### Turniersiege
| Nr. | Datum           | Turnier         | Kategorie  | Belag     | Partner      | Finalgegner               | Ergebnis  |
| --- | --------------- | --------------- | ---------- | --------- | ------------ | ------------------------- | --------- |
| 1.  | 27. Januar 2023 | Australian Open | Grand Slam | Hartplatz | Rafael Matos | Sania Mirza Rohan Bopanna | 7:62, 6:2 |

#### Finalteilnahmen
| Nr. | Datum         | Turnier   | Belag | Partner       | Finalgegner                    | Ergebnis   |
| --- | ------------- | --------- | ----- | ------------- | ------------------------------ | ---------- |
| 1.  | 10. Juli 2025 | Wimbledon | Rasen | Joe Salisbury | Sem Verbeek Kateřina Siniaková | 6:73, 6:73 |

## Karrierestatistik und Turnierbilanz

### Damendoppel
Die letzte Aktualisierung erfolgte nach dem WTA-Turnier in Bad Homburg 2025.
| Turnier                      | 2013              | 2014              | 2015              | 2016             | 2017              | 2018              | 2019              | 2020              | 2021              | 2022              | 2023              | 2024      | 2025      | T / T       | S/N         | Sieg%       |
| ---------------------------- | ----------------- | ----------------- | ----------------- | ---------------- | ----------------- | ----------------- | ----------------- | ----------------- | ----------------- | ----------------- | ----------------- | --------- | --------- | ----------- | ----------- | ----------- |
| Australian Open              | –                 | –                 | –                 | –                | –                 | –                 | –                 | AF                | AF                | –                 | –                 | VF        | 2         | 0 / 4       | 8:4         | 67 %        |
| French Open                  | –                 | –                 | –                 | –                | –                 | –                 | 1                 | AF                | –                 | –                 | AF                | –         | AF        | 0 / 4       | 6:4         | 60 %        |
| Wimbledon                    | –                 | –                 | –                 | –                | –                 | –                 | –                 | n. a.             | 1                 | –                 | VF                | 1         | VF        | 0 / 4       | 6:4         | 60 %        |
| US Open                      | –                 | –                 | –                 | –                | –                 | –                 | –                 | VF                | HF                | –                 | HF                | VF        |           | 0 / 4       | 13:4        | 76 %        |
| WTA Finals                   | –                 | –                 | –                 | –                | –                 | –                 | –                 | n. a.             | –                 | –                 | –                 | –         |           | 0 / 0       | 0:0         | –           |
| Doha                         | –                 | –                 | a. K.             | –                | a. K.             | –                 | a. K.             | 1                 | a. K.             | –                 | a. K.             | S         | AF        | 1 / 3       | 6:2         | 75 %        |
| Dubai                        | a. K.             | a. K.             | –                 | a. K.            | –                 | a. K.             | –                 | a. K.             | VF                | a. K.             | 1                 | 1         | VF        | 0 / 4       | 4:4         | 50 %        |
| Indian Wells                 | –                 | –                 | –                 | –                | –                 | –                 | –                 | n. a.             | –                 | –                 | VF                | VF        | 1         | 0 / 3       | 4:3         | 57 %        |
| Miami                        | –                 | –                 | –                 | –                | –                 | –                 | –                 | n. a.             | F                 | –                 | 1                 | 1         | AF        | 0 / 4       | 5:4         | 56 %        |
| Madrid                       | –                 | –                 | –                 | –                | –                 | –                 | –                 | n. a.             | 1                 | –                 | VF                | AF        | 1         | 0 / 4       | 3:4         | 43 %        |
| Rom                          | –                 | –                 | –                 | –                | –                 | –                 | –                 | HF                | AF                | –                 | 1                 | 1         | 1         | 0 / 5       | 4:5         | 44 %        |
| Kanada                       | –                 | –                 | –                 | –                | –                 | –                 | –                 | n. a.             | S                 | –                 | 2                 | 1         |           | 1 / 3       | 5:2         | 71 %        |
| Cincinnati                   | –                 | –                 | –                 | –                | –                 | –                 | –                 | AF                | F                 | –                 | VF                | VF        |           | 0 / 4       | 9:4         | 69 %        |
| Guadalajara                  | n. a. bzw. a. K.  | n. a. bzw. a. K.  | n. a. bzw. a. K.  | n. a. bzw. a. K. | n. a. bzw. a. K.  | n. a. bzw. a. K.  | n. a. bzw. a. K.  | n. a. bzw. a. K.  | n. a. bzw. a. K.  | S                 | 1                 | a. K.     | a. K.     | 1 / 2       | 4:1         | 80 %        |
| Peking                       | –                 | –                 | –                 | –                | –                 | –                 | –                 | nicht ausgetragen | nicht ausgetragen | nicht ausgetragen | HF                | 1         |           | 0 / 2       | 3:2         | 60 %        |
| Wuhan                        | n. a.             | –                 | –                 | –                | –                 | –                 | –                 | nicht ausgetragen | nicht ausgetragen | nicht ausgetragen | nicht ausgetragen | 1         |           | 0 / 1       | 0:1         | 0 %         |
| Olympische Spiele            | nicht ausgetragen | nicht ausgetragen | nicht ausgetragen | –                | nicht ausgetragen | nicht ausgetragen | nicht ausgetragen | nicht ausgetragen | B                 | n. a.             | n. a.             | AF        | n. a.     | 0 / 2       | 5:2         | 71 %        |
| Billie Jean King Cup         | –                 | –                 | –                 | –                | K1                | K1                | PO                | PO                | PO                | PO                | PO                | –         | q         | 0 / 7       | 10:2        | 83 %        |
| Statistik                    | Statistik         | Statistik         | Statistik         | Statistik        | Statistik         | Statistik         | Statistik         | Statistik         | Statistik         | Statistik         | Statistik         | Statistik | Statistik | S/N         | S/N         | Sieg%       |
| Turnierteilnahmen            | 5                 | 0                 | 2                 | 5                | 14                | 15                | 27                | 13                | 19                | 7                 | 21                | 18        | 16        | Gesamt: 162 | Gesamt: 162 | Gesamt: 162 |
| Erreichte Finals             | 1                 | 0                 | 0                 | 2                | 9                 | 4                 | 9                 | 4                 | 7                 | 3                 | 3                 | 1         | 2         | Gesamt: 45  | Gesamt: 45  | Gesamt: 45  |
| Gewonnene Titel              | 0                 | 0                 | 0                 | 1                | 7                 | 2                 | 7                 | 2                 | 1                 | 3                 | 3                 | 1         | 2         | Gesamt: 29  | Gesamt: 29  | Gesamt: 29  |
| Hartplatz-Siege/-Niederlagen | 1:1               | 0:0               | 0:0               | 9:3              | 17:4              | 17:11             | 25:10             | 17:8              | 36:11             | 9:2               | 20:11             | 17:9      | 10:7      | 178:77      | 178:77      | 70 %        |
| Sand-Siege/-Niederlagen      | 4:4               | 0:0               | 1:2               | 0:1              | 21:2              | 7:1               | 24:7              | 8:4               | 3:6               | 5:1               | 6:4               | 4:4       | 6:4       | 89:40       | 89:40       | 69 %        |
| Rasen-Siege/-Niederlagen     | 0:0               | 0:0               | 0:0               | 0:0              | 0:0               | 0:0               | 4:2               | 0:0               | 0:1               | 0:0               | 8:2               | 2:3       | 4:3       | 18:11       | 18:11       | 62 %        |
| Gesamt-Siege/-Niederlagen    | 5:5               | 0:0               | 1:2               | 9:4              | 38:6              | 24:12             | 53:19             | 25:12             | 39:18             | 14:3              | 34:17             | 23:16     | 20:14     | 285:128     | 285:128     | 69 %        |
| Sieg%                        | 50 %              | –                 | 33 %              | 69 %             | 86 %              | 67 %              | 74 %              | 68 %              | 68 %              | 82 %              | 67 %              | 59 %      | 59 %      | Gesamt:     | Gesamt:     | 69 %        |
| Jahresendposition            | 845               | –                 | 1136              | 322              | 217               | 215               | 75                | 33                | 10                | 55                | 18                | 28        |           | N/A         | N/A         | N/A         |

Zeichenerklärung: S = Turniersieg; F, HF, VF, AF = Einzug ins Finale / Halbfinale / Viertelfinale / Achtelfinale; 1, 2, 3 = Ausscheiden in der 1. / 2. / 3. Hauptrunde; KF (kleines Finale) = unterlegen im Spiel um Platz drei; RR = Round Robin (Gruppenphase); n. a. = nicht ausgetragen; a. K. = andere Kategorie; PO (Play-off) = Auf- und Abstiegsrunde im Billie Jean King Cup; K1, K2, K3 = Teilnahme in der Kontinentalgruppe I, II, III im Billie Jean King Cup.
Anmerkung: Diese Statistik berücksichtigt alle Ergebnisse im Einzel bei ITF- und WTA-Turnieren. Als Quelle dient die ITF-Seite der Spielerin. Dargestellt sind nur WTA-Turniere der Kategorien Premier Mandatory und Premier 5 (2009–2020) bzw. die WTA-Turniere der Kategorie 1000 (seit 2021).

### Mixed
| Turnier         | 2021 | 2022 | 2023 | 2024 | 2025 | Karriere |
| --------------- | ---- | ---- | ---- | ---- | ---- | -------- |
| Australian Open | AF   | —    | S    | 1    | —    | S        |
| French Open     | —    | —    | VF   | —    | AF   | VF       |
| Wimbledon       | 2    | —    | 1    | 1    | F    | F        |
| US Open         | 1    | —    | 1    | 1    |      | 1        |

### Juniorinnendoppel
| Turnier         | 2014 | 2015 | Karriere |
| --------------- | ---- | ---- | -------- |
| Australian Open | —    | AF   | AF       |
| French Open     | HF   | VF   | HF       |
| Wimbledon       | 1    | AF   | AF       |
| US Open         | VF   | HF   | HF       |